# Hyperbaniana costinotata
Hyperbaniana costinotata är en fjärilsart som beskrevs av George Francis Hampson 1926. Hyperbaniana costinotata ingår i släktet Hyperbaniana och familjen nattflyn. Inga underarter finns listade i Catalogue of Life.